# Alphabet nordique unifié
L'alphabet nordique unifié (en russe : Единый северный алфавит), aussi appelé alphabet des peuples du nord (Алфавит народов севера), est un alphabet créé lors de l’alphabétisation en écriture latine des langues minoritaires du nord de l’Union soviétique et a été utilisé entre 1931 et 1937 comme base commune aux alphabets de l’évène, de l’evenki, de l’itelmène, du ket, du koriak, du mansi, du nanaï, du nénètse, du nivkhe, de l’oudihé, du same (same skolt, same de Kildin, same de Ter), du selkoupe, du tchouktche et du yupik sibérien.

## Lettres

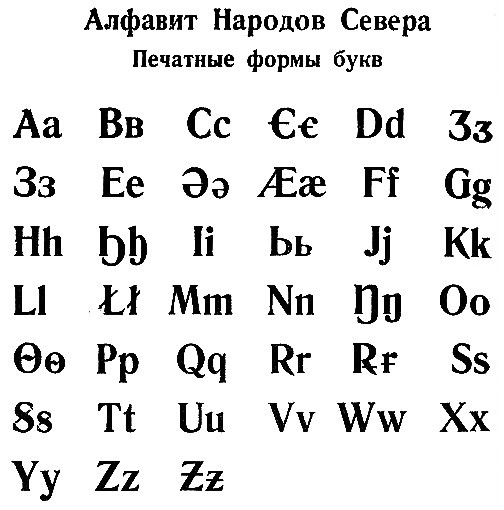
Lettres principales de l’alphabet nordique unifié en 1932.
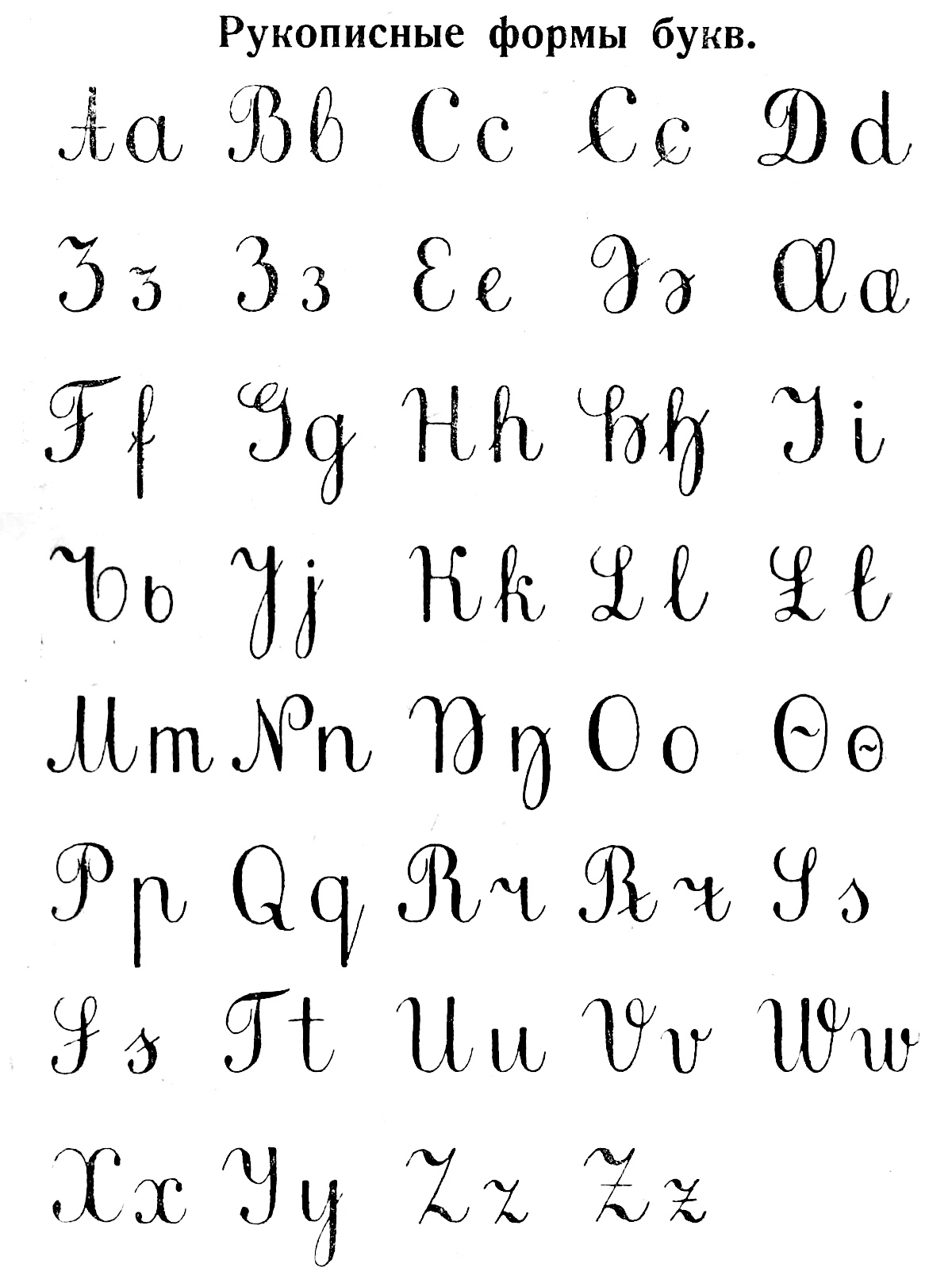
Alphabet nordique unifié de 1932 en écriture cursive.

| A | B | C | Ꞓ | D | Ʒ | Ɜ | E | Ə | Æ | F | G | H | Ꜧ | I | Ь | J | K | L | Ł | M | N | Ŋ | O | Ɵ | P | Q | R | Ꞧ | S | Ꞩ | T | U | V | W | X | Y | Z | Ƶ |
| a | ʙ | c | ꞓ | d | ᴣ | ɜ | e | ə | æ | f | g | h | ꜧ | i | ь | j | k | l | ł | m | n | ŋ | o | ɵ | p | q | r | ꞧ | s | ꞩ | t | u | v | w | x | y | z | ƶ |

Certaines lettres additionnelles ont été utilisées selon la langue transcrite.

## Version de 1931

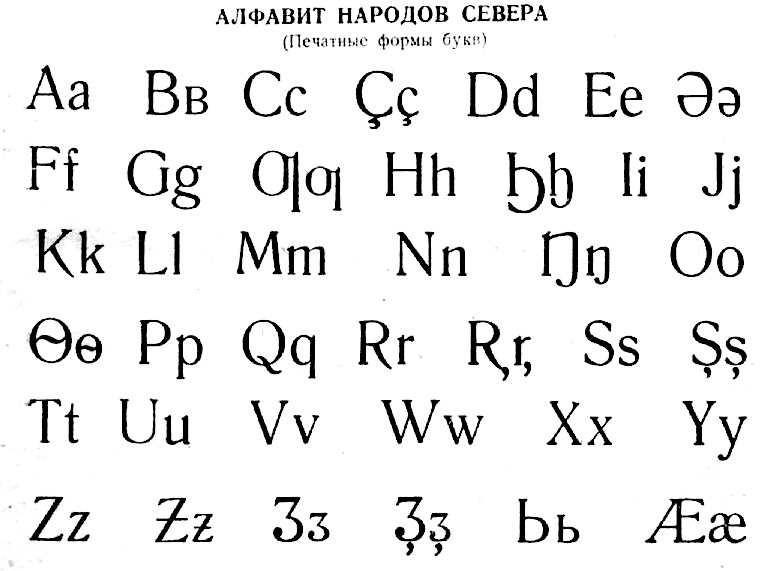
Lettres principales de l’alphabet nordique unifié en 1931.
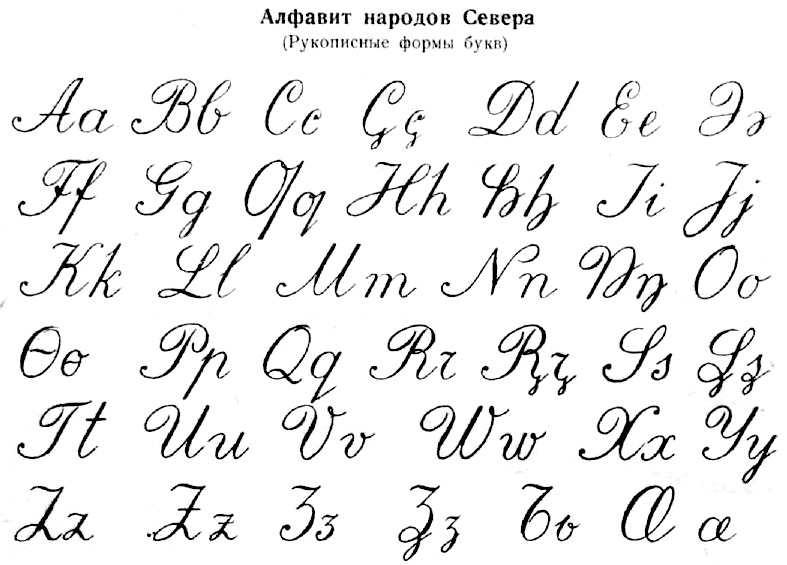
Lettres principales de l’alphabet nordique unifié en forme cursive en 1931.